# Bas-Vully
Bas-Vully (toponimo francese, fino al 1977 Vully-le-Bas; in tedesco Unterwistenlach, desueto) è stato un comune svizzero del Canton Friburgo, nel distretto di Lac.

## Geografia fisica
Bas-Vully si affacciava sul Lago di Morat.

## Storia
Il comune di Bas-Vully è stato istituito il 25 gennaio 1850 con la fusione delle località di Chaumont, Nant, Praz e Sugiez, chiamate collettivamente fino al 1831 Commune générale des quatre villages de La Rivière, e soppresso il 31 dicembre 2015; il 1º gennaio 2016 è stato accorpato all'altro comune soppresso di Haut-Vully per formare il nuovo comune di Mont-Vully.

## Società

### Evoluzione demografica
L'evoluzione demografica è riportata nella seguente tabella:
Abitanti censiti

### Lingue e dialetti
Gli abitanti erano in maggioranza di lingua francese, con il 23% di lingua tedesca (nel 1990).

## Geografia antropica

### Frazioni
Le frazioni di Bas-Vully erano:
- Chaumont, abbandonata nel 1859 circa[4]
- Nant[5]
  - Nant-Dessous
  - Nant-Dessus
- Praz[6]
- Sugiez[7]

## Infrastrutture e trasporti

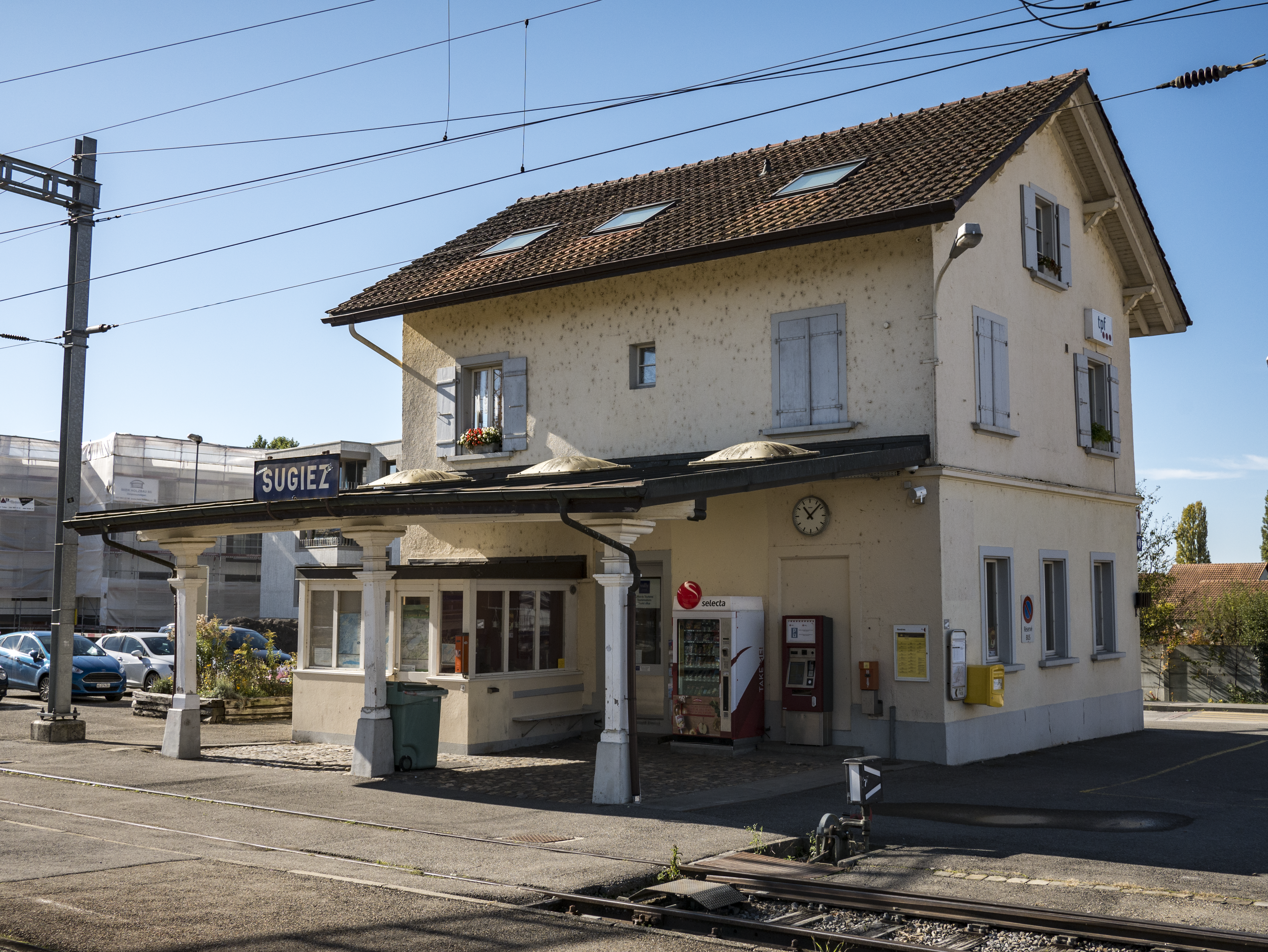
La stazione di Sugiez

Bas-Vully era servito dalla stazione di Sugiez sulla ferrovia Friburgo-Morat-Ins.